# Mai 1868

## Événements
- Japon : les partisans du shogun sont battus par Takamori Saigō à Edo qui prend le nom de Tokyo, « la capitale orientale », le mois suivant.

- 2 mai : prise de Samarkand par la Russie.

- 11 mai, France : loi libéralisant la presse. Voir Grandes lois sous le Second Empire

- 19 mai : au Dahomey, cession du territoire de Cotonou à la France par le roi Glèlè.

- 26 mai : les Armoiries du Québec, les Armoiries de l'Ontario et les Armoiries du Nouveau-Brunswick sont octroyés.

- 30 mai, France : début de la publication des journaux La Lanterne par Henri Rochefort (hebdomadaire dirigé contre l'Empire), et L'Union libérale à Tours.

## Naissances
- 4 mai : Paul Berryer, homme politique belge († 14 juin 1936).
- 6 mai : Gaston Leroux, romancier français († 15 avril 1927).
- 7 mai : Stanisław Przybyszewski, à Lojewo près d'Inowroclaw, écrivain polonais.
- 18 mai : Nicolas II, dernier tsar de Russie de 1895 à 1917, exécuté par les Bolcheviks († 17 juillet 1918).
- 31 mai : Victor Cavendish, 9th Duke of Devonshire, Gouverneur général.

## Décès
- 23 mai : Kit Carson, trappeur, traiteur, éclaireur, colonel de volontaires.